# Notre-Dame-de-Gravenchon

Notre-Dame-de-Gravenchon este o comună în departamentul Seine-Maritime, Franța. În 1 ianuarie 2018 avea o populație de 8.744 de locuitori.